# The Alchemist
The Alchemist är det svenska doom metal-bandet Witchcrafts tredje album. Skivan utgavs av Rise Above Records i oktober 2007. 
Albumet är inspelat i UpandRunning Studios i Stockholm och detta är bandets första album med Fredrik Jansson på trummor. Det är producerat av Tom Hakava, som också deltar som gästmusiker. I USA gavs albumet ut av Candlelight Records och i Japan av Leaf Hound Records. På den japanska utgåvan finns som bonusspår Roky Ericksons låt "Sweet Honey Pie" som även getts ut på Scandinavian Friends: A Tribute to Roky Erickson. Andra spåret, "If Crimson Was Your Colour", är en återinspelning av denna låt som tidigare, (2006), endast getts ut i en vinylupplaga, begränsad till 1 500 exemplar.

## Låtlista
1. "Walk Between the Lines" 3:24
2. "If Crimson Was Your Colour" 3:47
3. "Leva" 4:33
4. "Hey Doctor" 5:12
5. "Samaritan Burden" 6:27
6. "Remembered" 5:14
7. "The Alchemist (parts 1, 2 & 3)" 14:38
8. "Sweet Honey Pie" 3:00 (Roky Erickson-cover, bonusspår på japanska utgåvan)

## Banduppsättning
- Magnus Pelander - sång och elgitarr
- John Hoyles - elgitarr och akustisk gitarr
- Ola Henriksson - bas
- Fredrik Jansson - trummor och percussion

### Gästmusiker
- Tom Hakava - mellotron, piano, orgel, och percussion
- Anders Andersson - saxofon